# Migliori prestazioni europee nel miglio
La lista delle migliori prestazioni europee nel miglio, aggiornata periodicamente dalla World Athletics, raccoglie i migliori risultati di tutti i tempi degli atleti europei nella specialità del miglio.

## Maschili outdoor

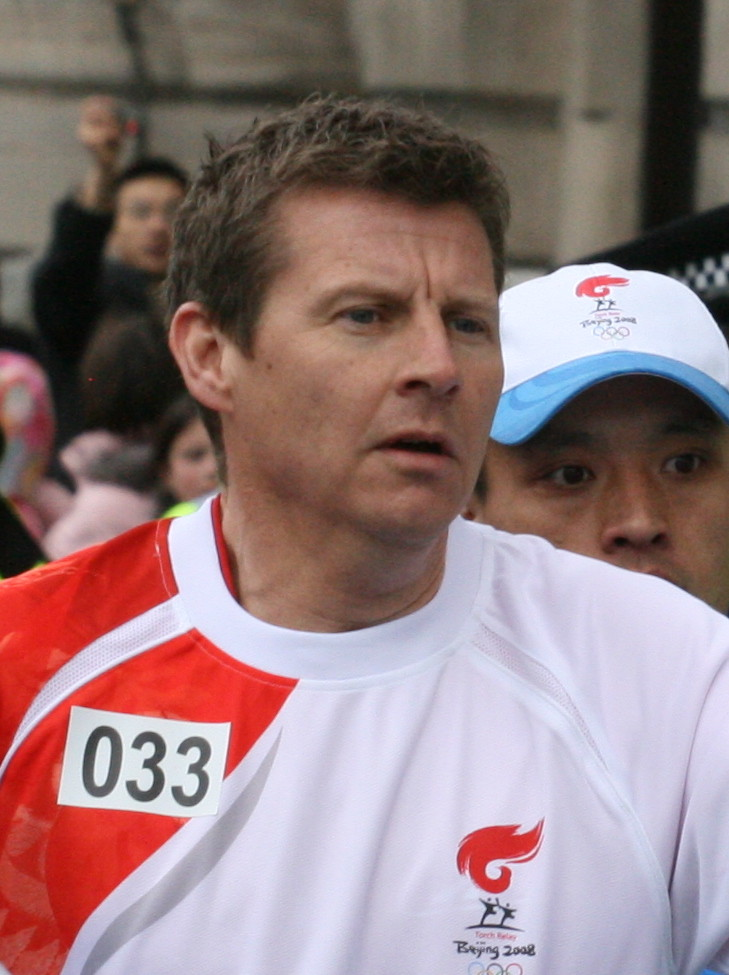
Steve Cram, detentore del record europeo del miglio

Statistiche aggiornate al 17 giugno 2022.
|     | Tempo   | Atleta             | Luogo     | Data           |
| --- | ------- | ------------------ | --------- | -------------- |
| 1.  | 3'46"32 | Steve Cram         | Oslo      | 27 luglio 1985 |
| 2.  | 3'46"46 | Jakob Ingebrigtsen | Oslo      | 16 giugno 2022 |
| 3.  | 3'47"33 | Sebastian Coe      | Bruxelles | 28 agosto 1981 |
| 4.  | 3'47"79 | José Luis González | Oslo      | 27 luglio 1985 |
| 5.  | 3'48"38 | Andrés Manuel Díaz | Roma      | 29 giugno 2001 |
| 6.  | 3'48"40 | Steve Ovett        | Coblenza  | 26 agosto 1981 |
| 7.  | 3'49"11 | Marcin Lewandowski | Oslo      | 1º luglio 2021 |
| 8.  | 3'49"20 | Peter Elliott      | Oslo      | 2 luglio 1988  |
| 9.  | 3'49"22 | Jens-Peter Herold  | Oslo      | 2 luglio 1988  |
| 10. | 3'49"34 | David Moorcroft    | Oslo      | 26 giugno 1982 |

## Femminili outdoor

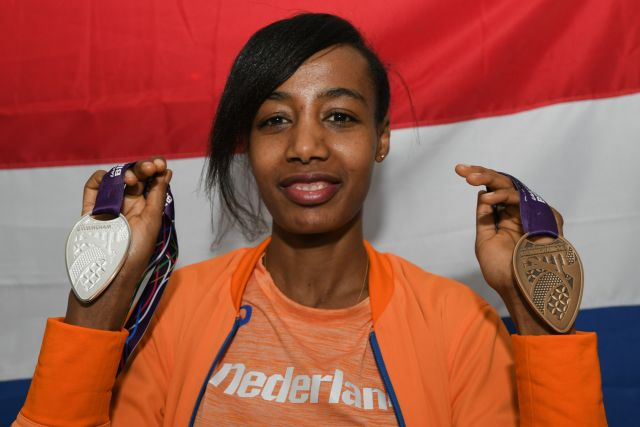
Sifan Hassan, detentrice del record europeo e mondiale del miglio

Statistiche aggiornate al 21 luglio 2022.
|     | Tempo    | Atleta                  | Luogo      | Data           |
| --- | -------- | ----------------------- | ---------- | -------------- |
| 1.  | 4'12"33  | Sifan Hassan            | Monaco     | 12 luglio 2019 |
| 2.  | 4'12"56  | Svetlana Masterkova     | Zurigo     | 14 agosto 1996 |
| 3.  | 4'14"58  | Ciara Mageean           | Monaco     | 21 luglio 2023 |
| 4.  | 4'15"24  | Laura Muir              | Monaco     | 21 luglio 2023 |
| 5.  | 4'15"61  | Paula Ivan              | Nizza      | 10 luglio 1989 |
| 6.  | 4'15"8 m | Natalya Artyomova       | Leningrado | 5 agosto 1984  |
| 7.  | 4'16"38  | Melissa Courtney-Bryant | Monaco     | 21 luglio 2023 |
| 8.  | 4'17"25  | Sonia O'Sullivan        | Oslo       | 22 luglio 1994 |
| 9.  | 4'17"33  | Maricica Puică          | Zurigo     | 21 agosto 1985 |
| 10. | 4'17"57  | Zola Budd               | Zurigo     | 21 agosto 1985 |

## Maschili indoor
Statistiche aggiornate al 20 febbraio 2023.
|     | Tempo   | Atleta            | Luogo           | Data             |
| --- | ------- | ----------------- | --------------- | ---------------- |
| 1.  | 3'48"87 | Josh Kerr         | Boston          | 27 febbraio 2022 |
| 2.  | 3'49"46 | Neil Gourley      | New York        | 11 febbraio 2023 |
| 3.  | 3'49"78 | Eamonn Coghlan    | East Rutherford | 27 febbraio 1983 |
| 4.  | 3'50"45 | Amos Bartelsmeyer | Boston          | 11 febbraio 2023 |
| 5.  | 3'50"94 | Marcus O'Sullivan | East Rutherford | 13 febbraio 1988 |
| 6.  | 3'51"20 | Ray Flynn         | East Rutherford | 27 febbraio 1983 |
| 7.  | 3'51"79 | Mario García      | New York        | 11 febbraio 2023 |
| 8.  | 3'52"02 | Peter Elliott     | East Rutherford | 9 febbraio 1990  |
| 9.  | 3'52"10 | Ciaran Ó Lionáird | New York        | 16 febbraio 2013 |
| 10. | 3'52"18 | Rui Silva         | Stoccolma       | 15 febbraio 2001 |

## Femminili indoor

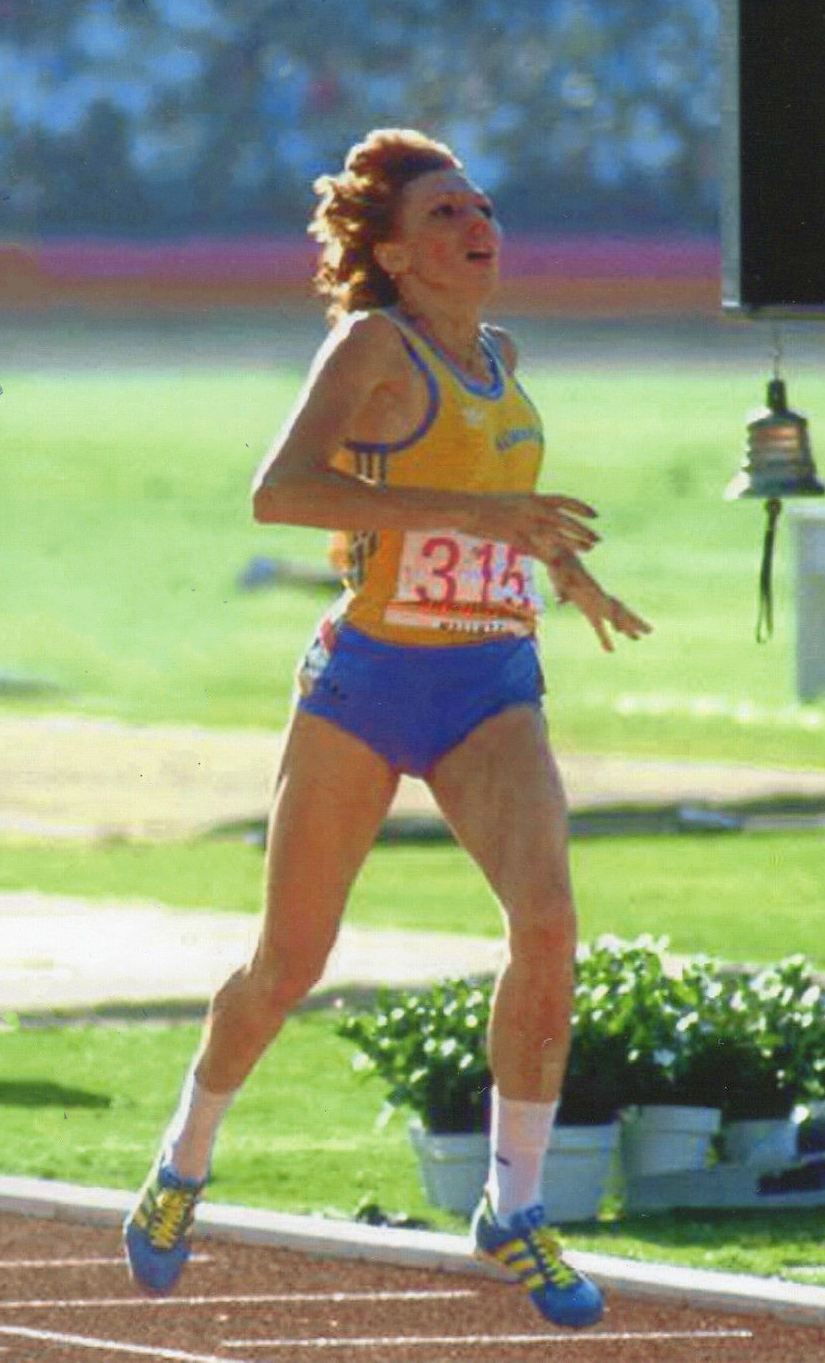
Doina Melinte, primatista europea indoor della specialità

Statistiche aggiornate al 12 febbraio 2023.
|     | Tempo   | Atleta                  | Luogo           | Data             |
| --- | ------- | ----------------------- | --------------- | ---------------- |
| 1.  | 4'17"14 | Doina Melinte           | East Rutherford | 9 febbraio 1990  |
| 2.  | 4'17"26 | Konstanze Klosterhalfen | New York        | 8 febbraio 2020  |
| 3.  | 4'17"88 | Jemma Reekie            | New York        | 8 febbraio 2020  |
| 4.  | 4'18"75 | Laura Muir              | Birmingham      | 16 febbraio 2019 |
| 5.  | 4'18"99 | Paula Ivan              | East Rutherford | 10 febbraio 1989 |
| 6.  | 4'19"89 | Sifan Hassan            | New York        | 11 febbraio 2017 |
| 7.  | 4'21"19 | Katie Snowden           | New York        | 11 febbraio 2023 |
| 8.  | 4'23"00 | Carla Sacramento        | Liévin          | 24 febbraio 2002 |
| 9.  | 4'23"19 | Gabriela Szabó          | Stoccarda       | 4 febbraio 2001  |
| 10. | 4'23"49 | Olga Komyagina          | Mosca           | 27 gennaio 2008  |